# Evippa
Evippa är ett släkte av spindlar. Evippa ingår i familjen vargspindlar.

## Dottertaxa tillEvippa, i alfabetisk ordning[1]
- Evippa aculeata
- Evippa aequalis
- Evippa apsheronica
- Evippa arenaria
- Evippa badchysica
- Evippa banarensis
- Evippa benevola
- Evippa beschkentica
- Evippa caucasica
- Evippa concolor
- Evippa douglasi
- Evippa eltonica
- Evippa fortis
- Evippa jabalpurensis
- Evippa jocquei
- Evippa kirchshoferae
- Evippa lugubris
- Evippa luteipalpis
- Evippa mandlaensis
- Evippa massaica
- Evippa nigerrima
- Evippa onager
- Evippa praelongipes
- Evippa projecta
- Evippa rajasthanea
- Evippa rubiginosa
- Evippa russellsmithi
- Evippa schenkeli
- Evippa shivajii
- Evippa sibirica
- Evippa sjostedti
- Evippa soderbomi
- Evippa sohani
- Evippa solanensis
- Evippa strandi
- Evippa turkmenica